# Hundested Havn (järnvägshållplats)

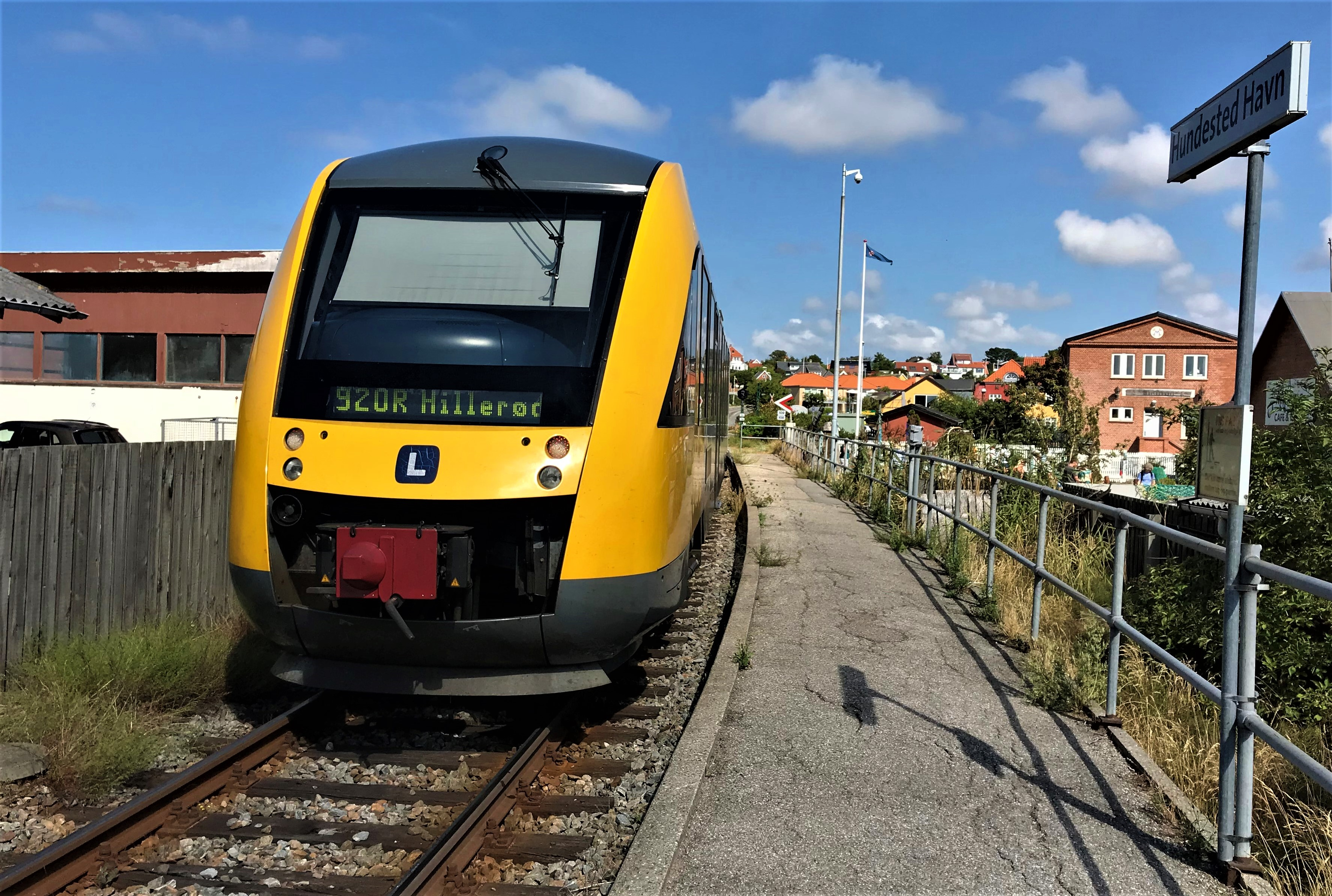
Hållplatsen Hundested Havn

Hundested Havn är en dansk järnvägshållplats i Hundested på Frederiksværkbanen. Spåren till hamnen anlades 1923 och 1928 byggdes en järnvägshållplats nära färjeläget för färjan till Rørvig.

## Bildgalleri

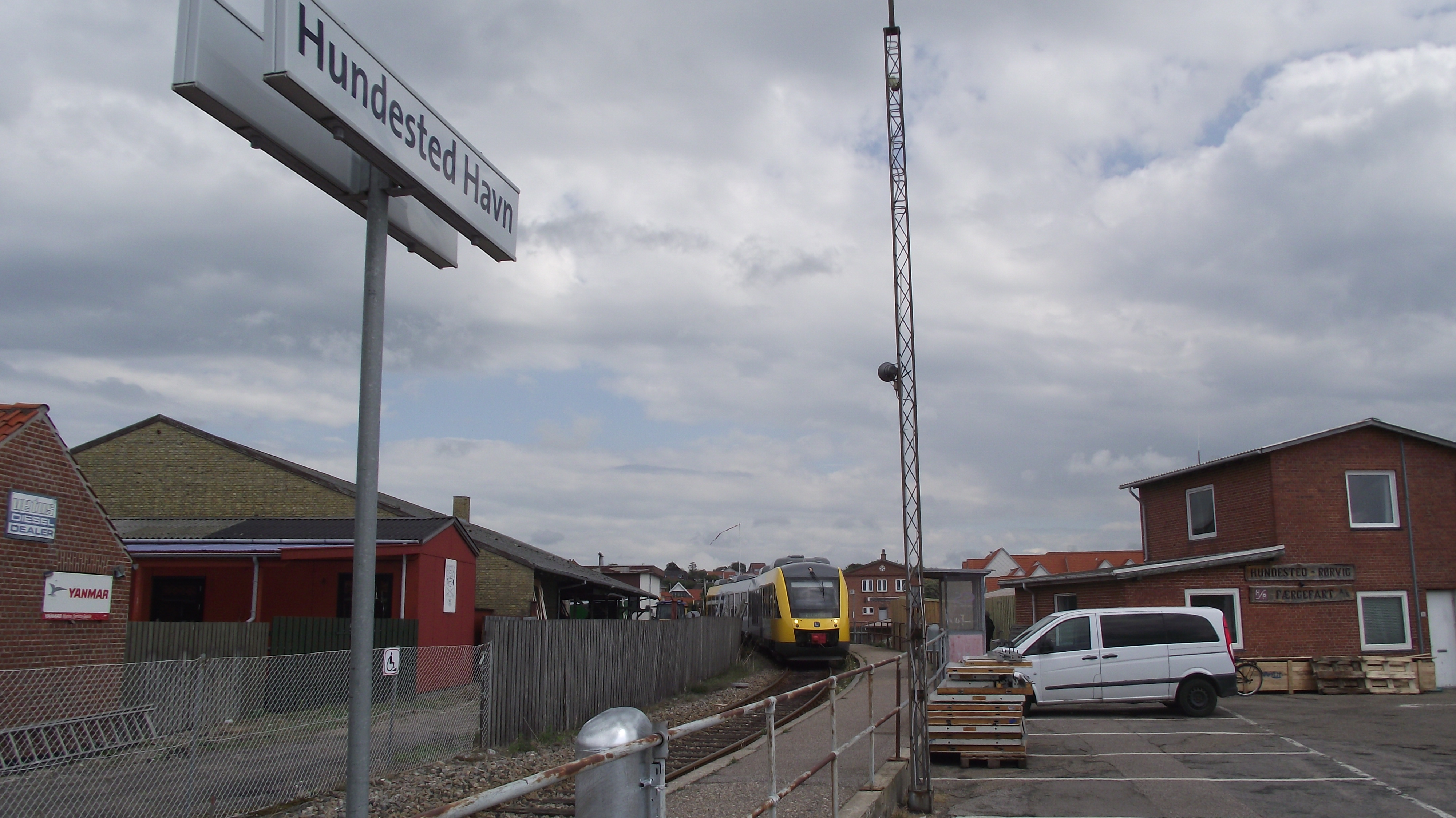
Hållplatsen Hundested Havn
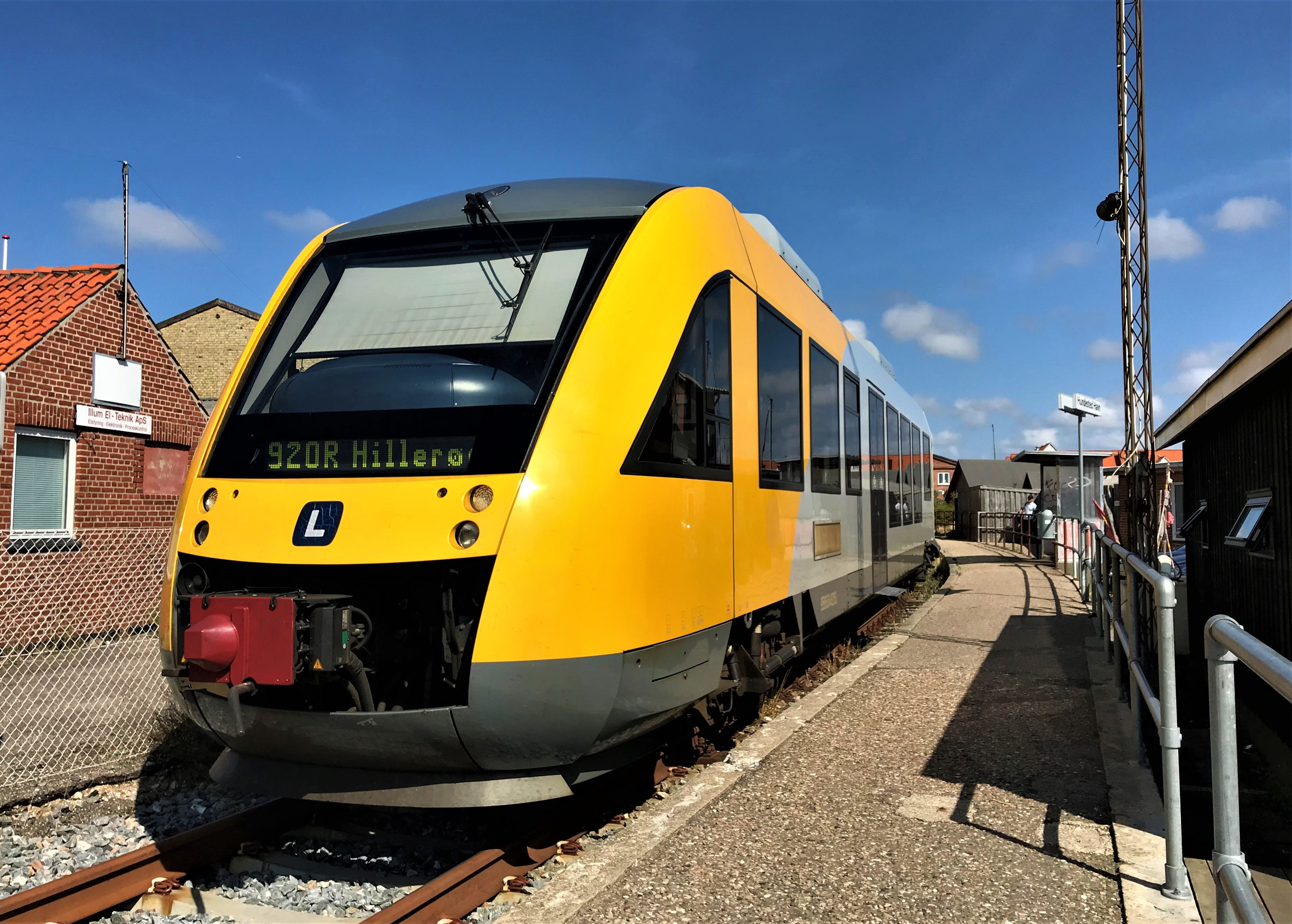
Hållplatsen Hundested Havn med Lint 41-tåg vid perrongen
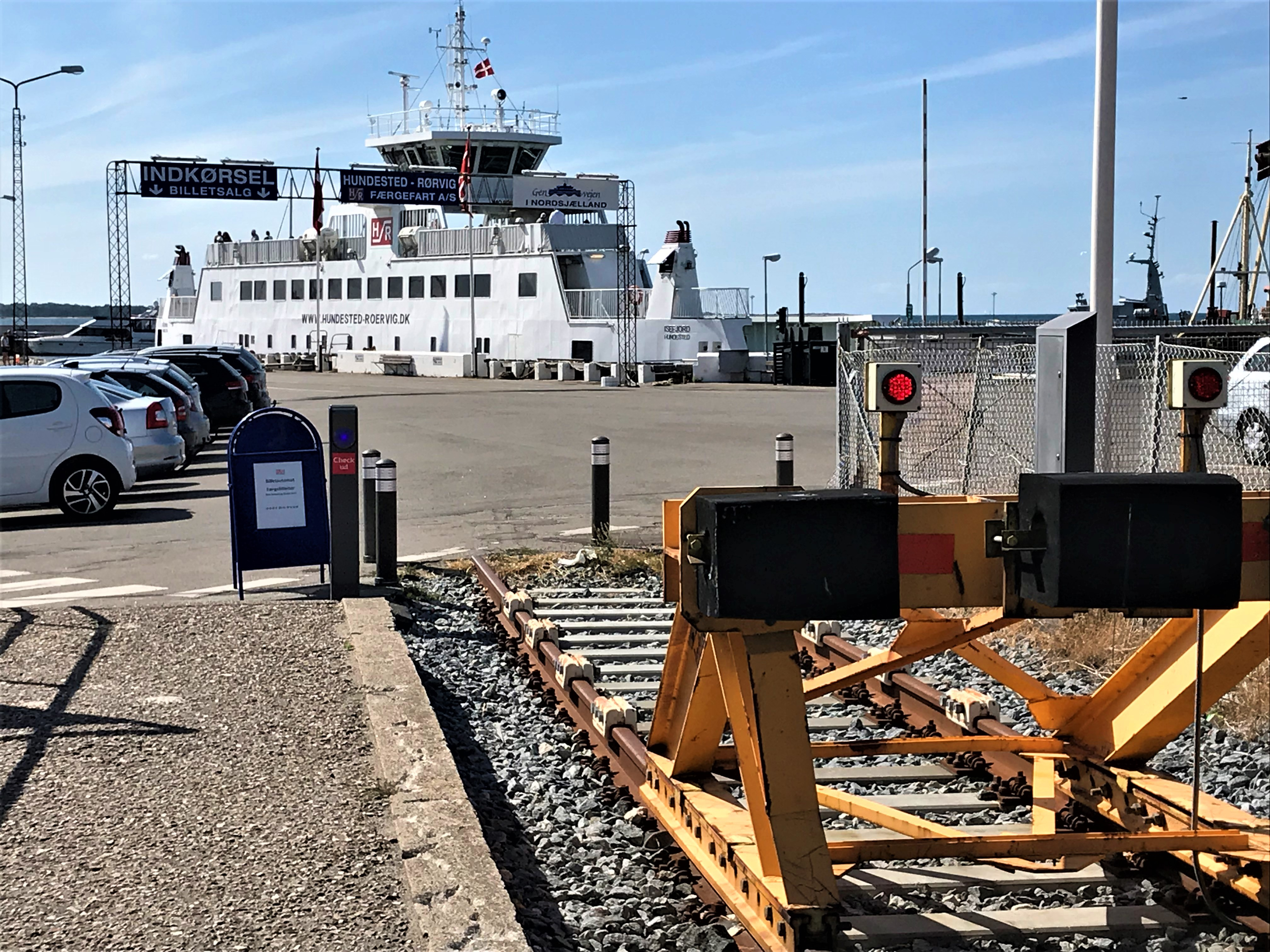
Järnvägsperrongen intill färjeterminalen
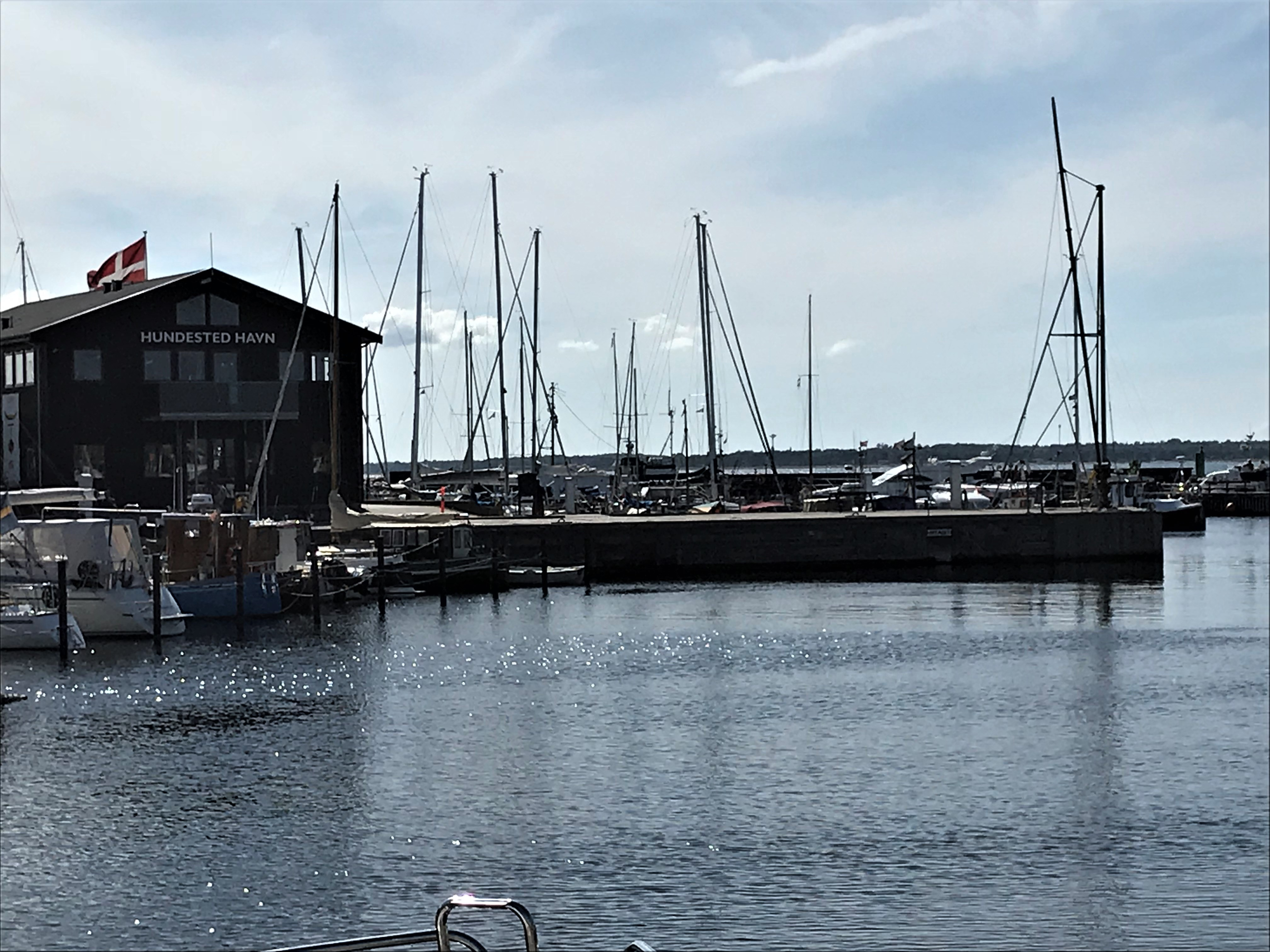
Utsikten från perrongen mot hamnen
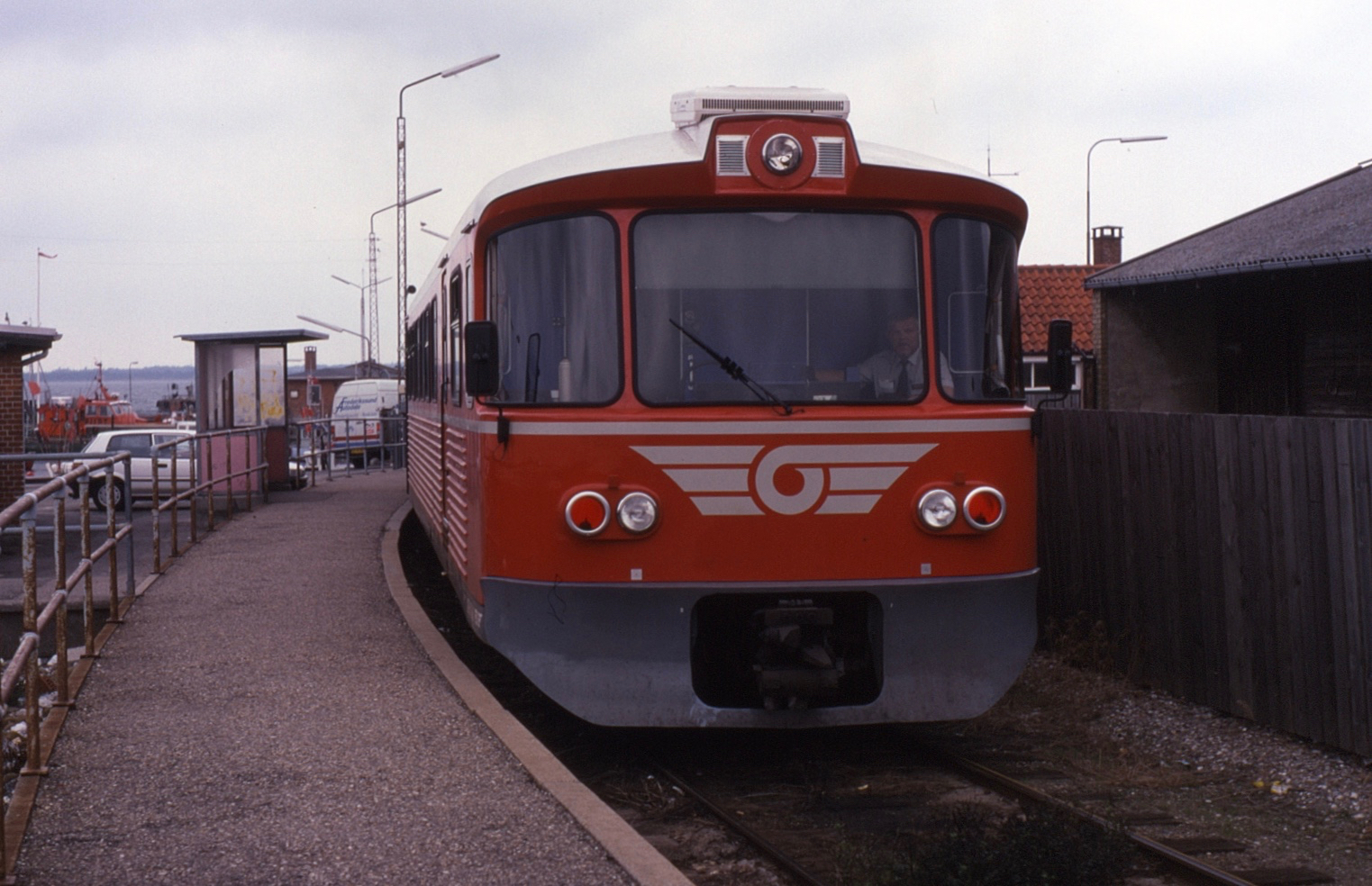
Y-tog vid perrongen 1997